# Lew Michailowitsch Karachan

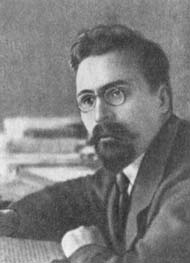
Lew Karachan

Lew Michailowitsch Karachan (armenisch Կարախանյան Լեւոն Միքայելի, russisch Лев Михайлович Карахан; * 1. Februar 1889 in Tiflis; † 20. September 1937 in Moskau) war ein armenisch-russischer Revolutionär und sowjetischer Diplomat.
Der Sohn eines in Tiflis ansässigen armenischen Rechtsanwaltes trat noch als Schüler der Sozialdemokratischen Arbeiterpartei Russlands im Jahre 1904 bei, wobei er sich ursprünglich der Fraktion der Menschewiki anschloss; im Mai 1917 jedoch wurde er Mitglied der Bolschewiki.
Nach der Oktoberrevolution von 1917 wurde er zunächst in den Revolutionären Militärrat der RSFSR berufen; im Jahre 1918 nahm er dann als Mitglieder der russischen Delegation (gemeinsam mit Leo Trotzki und Adolf Joffe) an den Friedensverhandlungen in Brest-Litowsk teil. Von 1918 bis 1920 und wiederum von 1927 bis 1934 fungierte er als Stellvertretender Volkskommissar für Auswärtige Angelegenheiten; im Rahmen dieser Tätigkeit verfasste er am 25. Juli 1919 das sogenannte Karachan-Manifest, in welchem Sowjetrussland auf sämtliche politischen Sonderrechte und Ansprüche der ehemaligen zaristischen Regierung Russlands in China verzichtete; diese Erklärung stellte den ersten derartigen Ausdruck ebenbürtiger und freundschaftlicher Beziehungen einer europäischen Großmacht gegenüber China dar und wurde daher äußerst positiv aufgenommen. Im Jahre 1921 wurde er zum russischen Botschafter in Polen ernannt; von 1923 bis 1927 übernahm er die Position des sowjetischen Botschafters in China. Nach 1934 arbeitete er als Botschafter  im Iran und in der Türkei. 1930 heiratete er die Ballett-Tänzerin Marina Semjonowa. Während der Stalinschen Säuberungen im Jahre 1937 wurde Karachan in Moskau verhaftet und am 20. September hingerichtet.